# 권미
권미(1977년 12월 19일 ~ )은 대한민국의 가수다.

## 학력
- 대구예술대학교 성악 학사

## 방송
- 슈퍼 디바 2012 (2012) - Top32(23위)
- 동네야 놀자 (2013) - 심사위원
- 보이스퀸 (2019) - Top80

## 음반
- 권미 (Song Is My Life) (2006)
- 말로만 사랑 (2014)

## 경력
- 대전KBS 어린이합창단 활동

## 수상
- 대덕가요제 1위 (2007)
- 옻골가요제 1위
- 케이블방송가요제 1위
- 영남가요제 1위
- 컬러풀가요제 1위
- 대한민국 대중스타 대상 연예예능부문 (2019)